# Louise av Frankrike
Louise Marie av Frankrike, född 15 juni 1737, död 23 december 1787, var en fransk prinsessa och saligförklarad abbedissa av Saint Denis, dotter till kung Ludvig XV av Frankrike och Marie Leszczyńska. Hon var som prinsessa även känd som "Madame Septième", "Madame Dernière" och "Madame Louise". 

## Biografi
Louise blev liksom Ludvigs övriga yngre döttrar: Victoire, Sophie och Thérèse, från 1738 uppfostrade i Fontevraudklostret för att spara pengar. Systrarna fick en dålig bildning där, men kompenserade för det när de senare återkom till hovet. 
Hon beskrivs som mycket högfärdig. I klostret påminde hon en gång en nunna om att hon var dotter till kungen, och nunnan svarade henne då: "och jag är dotter till Gud." Hennes far planerade år 1748 att gifta bort henne med den brittiske tronpretendenten Karl Edvard Stuart. Hon ska då ha sagt: "Skulle jag inte oroa mig inför ett äktenskap, när jag inte vill ha någon annan än Kristus?" 
Louise fick år 1750 tillstånd att återvända till hovet. Under sina första år vid hovet beskrivs hon som förtjust i lyx och livets goda, som god mat, vackra kläder, flirtande och intressanta självstudier. 1765 avled hennes bror, året därpå hans änka och 1768 Louises mor, händelser som ska ha lett till en emotionell kris hos Louise. 
År 1770 gick hon till allmän förvåning med i karmelitorden. Hon hade bett sin far om tillstånd i hemlighet, och när hon slutligen fick det lämnade hon plötsligt hovet mitt i natten, strax före Marie Antoinettes ankomst till Frankrike. Hon ska ha gått i kloster i tron att hon genom detta kunde betala faderns synder. Hon gick in i klostret Saint Denis under namnet Thérèse av Saint Augustine och avlade de slutliga löftena 1771. Hon var abbedissa 1773–1779 och 1785–1787. Hon övertalade fadern att tillåta österrikiska karmeliter att få asyl i Frankrike undan Josef II av Österrike. 
Vid sin död utropade hon: "Till paradiset! Snabbt! I galopp!" 
Hon saligförklarades av Pius IX år 1873.